# Zamarada micropomene
Zamarada micropomene is een vlinder uit de familie spanners (Geometridae). De wetenschappelijke naam van deze soort is voor het eerst geldig gepubliceerd in 2007 door Aarvik & Bjørnstad.
De soort komt voor in tropisch Afrika.